# Kruipwilgrussula
De kruipwilgrussula (Russula persicina) is een schimmel behorend tot de familie Russulaceae. Het vormt mycorrhiza met loofbomen, zoals populieren en eiken in lanen op kalkhoudende grond.

## Kenmerken
Hoed
De hoed heeft een diameter van 5 tot 12 cm. De hoed is vrij vlezig en al snel afgeplat of ingedeukt. Het is roze, scharlaken tot bloedrood van kleur en vervaagt zeer snel naar crème of lichtroze in het midden. De hoedrand is soms witachtig. Het hoedhuid is glad en kan slechts aan de rand worden losgetrokken tot maximaal 1/3 van de radius. De rand is lichter van kleur, vaak golvend tot licht gelobd en wordt met het ouder worden fijn bobbelig.
Lamellen
De lamellen zijn dik, vrij smal en vaak gevorkt. Ze zijn licht crème van kleur en worden oker als ze rijp zijn. Ze puilen uit op de steel, maar als ze ouder worden kunnen ze min of meer langs de steel naar beneden rennen.
Steel
De korte, stevige steel is 2,5 tot 8 cm lang en 1 tot 2,5 cm breed en is vlezig, meestal wit, maar soms roze of roodachtig getint. Het wordt ook geelachtig bruin naarmate het ouder wordt. Bij aanraking wordt het langzaam geel. 
Geur en smaak
Het vrij dikke vruchtvlees is wit, stevig en heeft een pittige smaak. Het smaakt eerst mild, daarna wat scherp en heeft een licht fruitige geur. De guaiac-reactie is positief.
Sporenprint
De sporenprint is donker crème tot licht oker.

### Microscopische kenmerken
De variabele sporen zijn 7 tot 9 µm lang en 6  tot 7,5 µm breed. Ze zijn langwerpig tot bijna bolvormig en hebben meestal stekelige, min of meer geïsoleerde wratten, die soms in een rij liggen en soms een paar lineaire verbindingen hebben. De cystidia zijn talrijk, vrij lang (100) 130 × 8–12 (15) µm en vaak min of meer aangehecht. De basidia zijn 45 tot 55 µm lang en 8 tot 11 (12,7) µm breed en hebben vier sterigmata. Ze reageren goed met sulfovanilline en worden bijna helemaal zwart.

## Verspreiding

Europees verspreidingsgebied

De schimmel lijkt wijdverbreid te zijn in het oosten van Noord-Amerika (Verenigde Staten) en komt ook voor in Noord-Afrika (Marokko) en een groot deel van Europa.
In Nederland komt kruipwilgrussula vrij algemeen voor.